# Notes on a Dream
Notes on a Dream is een instrumentaal album van pianist Jordan Rudess. Het bevat pianobewerkingen van ballades van Dream Theater, de progressieve-metalband waar Rudess keyboards bespeelt. Tevens bevat het album een paar nieuwe nummers.
Rudess werd op het idee gebracht van pianobewerkingen van Dream Theater-nummers door zijn vrouw. Van de twaalf nummers zijn er vijf uit de historie van de band voordat Rudess bij de band kwam.

## Nummers
1. Through Her Eyes - 5:22 (van het album Metropolis, Pt. 2: Scenes from a Memory)
2. Lifting Shadows Off a Dream - 6:05 (van het album Awake)
3. Perpetuum Mobile - 2:13 (nieuw nummer)
4. The Silent Man - 4:24 (van het album Awake)
5. Another Day - 5:35 (van het album Images and Words)
6. Hollow Years - 4:11 (van het album Falling into Infinity)
7. The Grand Escapement - 4:20 (nieuw nummer)
8. The Spirit Carries On - 5:44 (van het album Metropolis, Pt. 2: Scenes from a Memory)
9. Speak To Me - 6:55 (demonummer tijdens opnames voor het album Falling into Infinity)
10. The Answer Lies Within - 4:15 (van het album Octavarium)
11. Collision Point - 1:09 (nieuw nummer)
12. Vacant - 3:18 (van het album Train of Thought)

## Bezetting
- Jordan Rudess - piano